# Chincha Alta
Santo Domingo de Chincha, denominada Chincha Alta, para distinguirla del distrito de Chincha Baja, es una ciudad peruana, capital de la provincia de Chincha, ubicada en el departamento de Ica. Se encuentra ubicada en la cuenca del río San Juan, a 200 km al sur de Lima. Tiene una superficie de 238,34 km². Usualmente es referida simplemente como Chincha.

## Población
Según el último censo nacional de 2017 del Instituto Nacional de Estadística e Informática, el distrito de Chincha Alta cuenta con una población estimada de 66 349 habitantes, de los cuales la población femenina fue mayor (34 414 mujeres frente 31 935 hombres).

## Etimología
El nombre de Chincha proviene de la palabra quechua “chinchay” que significa “jaguar”.

## Atractivos Turísticos
- Plaza de Armas de Chincha
- Iglesia de Santo Domingo
- Mercado de abastos

## Historia

### Época Pre-Chincha
A partir del siglo IX llegaron los primeros pobladores del valle San Juan a las playas del litoral chinchano, entre Tambo de Mora y Lurinchincha. Estos primeros habitantes son conocidos como los pre-chinchas. El historiador chinchano Luis Cánepa Pachas, fecha la llegada de los primeros pobladores, en el siglo X; eran estos una cultura rudimentaria, dedicada a la pesca marítima y la recolección de crustáceos y moluscos y eran adoradores del mar que les proveía de alimentos. No se sabe con certeza ni la procedencia ni el origen de estos primeros pobladores.

### Época chincha
En el siglo XI descienden del interior hacia la costa del valle del río San Juan (valle de Chincha) un pueblo con cultura más avanzada y aguerrida; con conocimientos de agricultura, arquitectura e hidráulica. Según Cánepa Pachas, ", al mando de un jefe que se hacía llamar el Chincha Auca,...", dominando a los primitivos habitantes. De ellos aprendieron sus conocimientos sobre pesca, recolección y algo muy importante, "su desplazamiento sobre las aguas del mar en balsas rudimentarias". Este intercambio fue en doble sentido, ya que los nuevos pobladores, les dieron a los antiguos, sus usos, costumbres, religión, conocimientos agrarios y arquitectónicos, hasta ir absorbiéndolos por completo hasta desaparecerlos.
La palabra Chincha proviene de “Chinchay” o “Chinchas” o “Cinca” que significa “Jaguar” y “Chinchaycamac”, es creador del “Jaguar”. “Chinchay” fue el dios tutelar de los Chinchas. Se llama así a los habitantes de los valles de San Juan que adoraban al Chinchay. La presentación del dios “Jaguar” se encuentra en los petroglifos de Huancor, en los telares, mates, cerámicas, tallados en madera, en objeto de metal y en los frisos de sus principales edificaciones.
Poderosas tribus al mando de bravos y religiosos jefes se adueñaron del valle denominándose Chinchas, que quiere decir "jaguares". Según Fray Cristóbal de Castro, los Chinchas fueron gobernados por Guabiarucana, cuya sede de gobierno fue fijada en la parte alta del valle Chinchaycámac, más adelante incorporaron a su culto el dios del mar.
Este pueblo decía descender del jaguar, por lo que eran aguerridos y dominadores; tenían por dios a Chinchaycámac: una deidad que no representaban materialmente, ya que en sus representaciones artísticas nunca aparece. Esta nueva cultura no solo se posesionó del valle costero sino que subió a la sierra de San Juan de Yánac y Alto Larán.
Los Chinchas primitivos fueron laboriosos agricultores y pescadores, sus cerámicas y tejidos, hallados en estas mismas tumbas testificaban que cultivaron estas artes con singular maestría. En la parte alta del distrito de San Pedro de Huacarpana está la cumbre más elevada de Chincha llamada “AUQUICHANCA, donde posiblemente sean comerciantes chinchanos. De allí se repartían en dos direcciones, hacia el sur (Ayacucho, Apurímac, Cusco, Collao) y hacia el norte (Yauyos, Huancayo, Cerro de Pasco, Áncash).
De sus conocimientos agrícolas, se puede decir que cultivaron y consumieron: frijoles, camote, zapallo, maíz, papas, yucas y otros vegetales y como antes, en otras culturas, acompañándolos, el llamado perro peruano o perro sin pelo del Perú. Los conocimientos agrícolas de los chinchas, no se limitaron al campo del cultivo de los vegetales mencionados, sino que aprendieron a fertilizar sus campos de cultivo, con las aves marinas muertas y con sus excrementos o guano. Conocimientos estos que posteriormente aprovecharon muy bien sus conquistadores, los incas y más tarde por los conquistadores españoles, quienes lo introdujeron por todo el mundo.
Un conocimiento importante que aprendieron los Chinchas de los antiguos pobladores pre-chinchas, fue la navegación marítima, reemplazando las primitivas y rudimentarias embarcaciones con grandes balsas de totora y palos, llegando a desplazarse por el litoral peruano, desde Acarí (Arequipa) hasta América Central.
El poderío del rey chincha se midió por la cantidad de balsas que tenía. No existía en la época de desarrollo Chincha, señor o rey que ganara en esto al rey de Chincha. Se dice que tenía por lo menos una flota de ellas de unas 200, con las que comercializaba por todo el litoral del mar de Grau, llegando incluso a Ecuador y Colombia por el norte, y Chile (puerto Valdivia) por el sur. Los productos chinchanos llegaron hasta el Caribe, lo cual debe ser cierto, por cuanto los chinchanos comercializaban sus productos en la desembocadura del río San Juan; de ahí comerciantes Chibchas lo llevaban por el curso del río San Juan hasta el mar Caribe. Los chinchas comercializaron: chuño, charqui de llama, lanas diversas, cobre, pescado salado, calabaza, maíz y huacos. Traían a Chincha: mullu o concha colorada (spondylus), esmeraldas y otras piedras preciosas.

### Época inca
Entre 1458 y 1460, los chincha fueron conquistados por el Imperio inca durante el gobierno de Pachacútec por su hijo Túpac Yupanqui, llegando a establecerse luego de la primera resistencia ante la conquista, "muy buenas relaciones amistosas y comerciales", al incluso ayudaron a expandir el imperio.
La primera expedición de los incas al reino de Chincha fue dirigida por el general Capac Yupanqui, hermano de Pachacútec, bajo el gobierno del emperador Pachacútec (1438-71). Según algunas fuentes fue un intento de establecer una relación de amistad más que una conquista, al llegar a Chincha, Capac Yupanqui dijo no querer nada más que la aceptación de la superioridad cuzqueña y entregó obsequios a los curacas chincha para mostrar la magnificencia inca. Los chincha no tuvieron problemas para reconocer al Inca y continuar viviendo pacíficamente en su dominio. El siguiente emperador, Túpac Inca Yupanqui (1471-93) llevó al Reino de Chincha a una verdadera anexión territorial al imperio, pero los gobernantes de Chincha conservaron gran parte de su autonomía política y económica y su liderazgo tradicional. El rey de Chincha debía pasar varios meses al año asistiendo a la corte del emperador inca, aunque se le otorgaron los honores de los más altos nobles incas.
Sus curacas Tambianvea y los Hatunca gozaron de la amistad personal de los incas Pachacútec, Túpac Inca Yupanqui, Huayna Cápac y Atahualpa, por haber participado en la expansión del Imperio inca al norte, centro y sur.
Los incas valoraron a los chinchas por su tenacidad y valentía así como por adelanto agrícola-cultural-comercial-militar que los diferenciaban de las demás culturas conquistadas.
Estos pobladores luego vivieron un proceso de mestizaje tras la llegada de los españoles con Diego de Almagro en 1537 y con ellos los africanos.
Los chinchas eran politeístas, sus dioses principales fueron Chinchaycámac (dios principal) y Urpywachay (dios de los peces), pero veneraban más a Chinchaycámac.
Se cuenta que cuando Atahualpa Inca llegó a Cajamarca, en litera de oro, había otro señor que también llegó de la misma manera. Luego de la captura del inca, al interrogarle Pizarro preguntó por el señor de la otra litera de oro y el Inca, respondió: “…es el Señor de Chincha, importante porque tiene más de 200 embarcaciones para el comercio y es el más rico de todos mis súbditos”.

### Época virreinal

Capitulación de Toledo en 1529, la gobernación de Nueva Castilla se extendía entre la boca del río Santiago y el pueblo de Chincha.

Por la capitulación de Toledo de 1529, Pizarro recibió la autorización para la conquista y población de la provincia del Perú o Nueva Castilla, desde el pueblo de Tenumpuela o Santiago en la del río homónimo hasta el pueblo de Chincha (costa del actual Perú); entre ambos puntos mediaba una distancia que se estimaba de 200 leguas (pero era cercana a las 270). Gran parte de esta área, que se extendía por la costa del entonces llamado mar del Sur, había sido ya descubierta y explorada por Pizarro y su socio, el capitán Diego de Almagro, en los cinco años anteriores a la firma de la capitulación.

### Edad Contemporánea

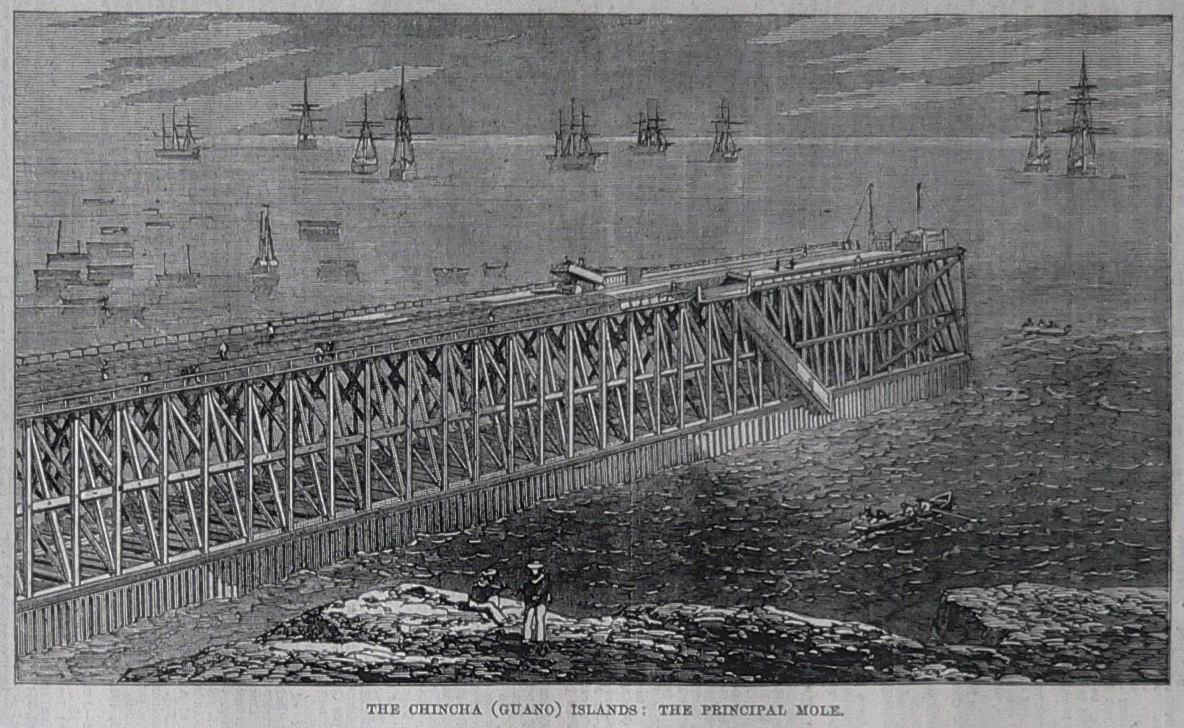
Muelle de Chincha. 21 de febrero de 1863.

La era republicana se inicia el distrito de Chincha Alta formando parte de la provincia de Cañete, hasta 1866, año en que llega a formar parte del recién creado Departamento de La Independencia (Ica). El 30 de octubre de 1868 se crea la provincia de Chincha mediante ley por el entonces presidente José Balta. El 26 de octubre de 1874 se crea la ley que traslada la capital a la ciudad de Chincha Alta, por otra norma es oficializada el traslado 13 de octubre de 1900.

#### Terremoto de 2007
El terremoto ocurrido el 15 de agosto de 2007 dañó muchas casas en Chincha. Muchas personas afectadas por el terremoto viven en carpas o en barracas de madera. Pero en la actualidad la cultura de las personas de esta provincia es de lucha constante; el cual ha permitido el progreso de las familias chinchanas creándose microempresas como sostenimiento para satisfacer sus necesidades básicas.

## Geografía

### Clima
La temperatura promedio de Chincha Alta es de 19.3 °C.
| Parámetros climáticos promedio de Chincha Alta | Parámetros climáticos promedio de Chincha Alta | Parámetros climáticos promedio de Chincha Alta | Parámetros climáticos promedio de Chincha Alta | Parámetros climáticos promedio de Chincha Alta | Parámetros climáticos promedio de Chincha Alta | Parámetros climáticos promedio de Chincha Alta | Parámetros climáticos promedio de Chincha Alta | Parámetros climáticos promedio de Chincha Alta | Parámetros climáticos promedio de Chincha Alta | Parámetros climáticos promedio de Chincha Alta | Parámetros climáticos promedio de Chincha Alta | Parámetros climáticos promedio de Chincha Alta | Parámetros climáticos promedio de Chincha Alta |
| Mes                                            | Ene.                                           | Feb.                                           | Mar.                                           | Abr.                                           | May.                                           | Jun.                                           | Jul.                                           | Ago.                                           | Sep.                                           | Oct.                                           | Nov.                                           | Dic.                                           | Anual                                          |
| ---------------------------------------------- | ---------------------------------------------- | ---------------------------------------------- | ---------------------------------------------- | ---------------------------------------------- | ---------------------------------------------- | ---------------------------------------------- | ---------------------------------------------- | ---------------------------------------------- | ---------------------------------------------- | ---------------------------------------------- | ---------------------------------------------- | ---------------------------------------------- | ---------------------------------------------- |
| Temp. máx. media (°C)                          | 27.4                                           | 28.3                                           | 28.7                                           | 27                                             | 23.9                                           | 21.7                                           | 20.6                                           | 21                                             | 21.6                                           | 22.7                                           | 23.7                                           | 25.7                                           | 24.4                                           |
| Temp. media (°C)                               | 22.1                                           | 23.2                                           | 23.2                                           | 21.4                                           | 18.7                                           | 16.9                                           | 16.1                                           | 16.1                                           | 16.7                                           | 17.6                                           | 18.6                                           | 20.6                                           | 19.3                                           |
| Temp. mín. media (°C)                          | 16.9                                           | 18.1                                           | 17.7                                           | 15.9                                           | 13.5                                           | 12.2                                           | 11.7                                           | 11.2                                           | 11.8                                           | 12.5                                           | 13.5                                           | 15.5                                           | 14.2                                           |
| Fuente: climate-data.org                       |                                                |                                                |                                                |                                                |                                                |                                                |                                                |                                                |                                                |                                                |                                                |                                                |                                                |

### Índices poblacionales

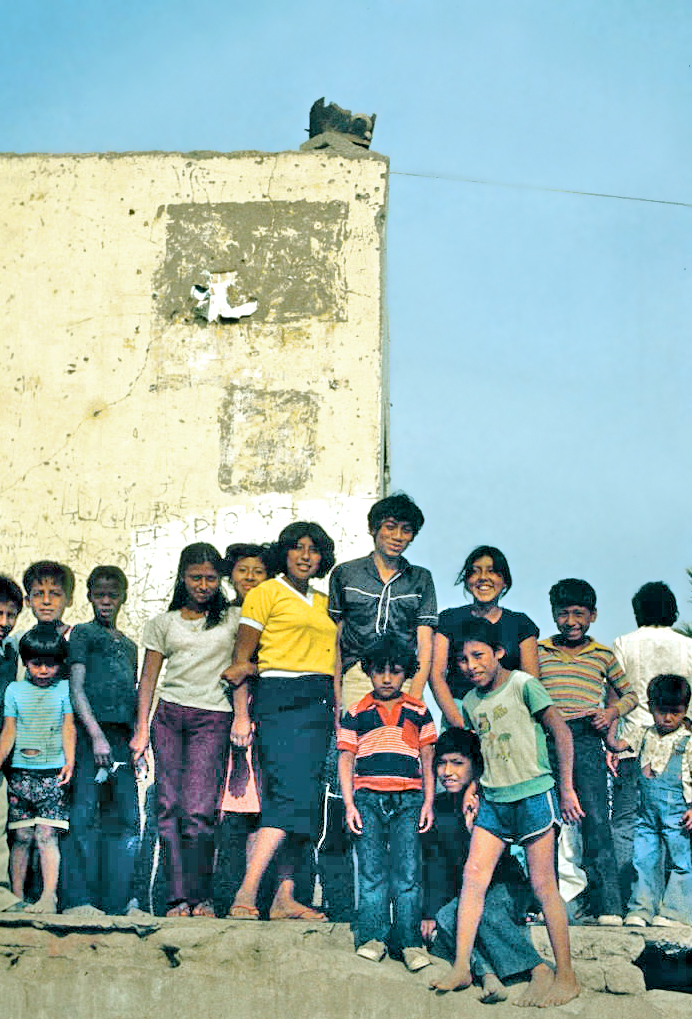
Niños en Chincha Alta (1981)

De conformidad con el Censo Nacional de Población y de Vivienda realizado en 2005 por el Instituto Nacional de Estadística e Informática (INEI), la población de Chincha Alta (distrito) asciende a 56 085 habitantes, de los cuales 27 364 habitantes (48,79 %) son hombres y 28 721 habitantes (51,21 %) son mujeres. La tasa de crecimiento anual es de 1,1 % y la densidad poblacional es de 217,09 habitantes/km².
La edad quinquenal más alta corresponde al rango de 10-14 años, con un 10,25 % y la más baja al rango comprendido entre 95-99 años con un 0,08%. La población alfabeta, asciende a 49 348 habitantes, lo que representa el 93,07% contra los analfabetos que ascienden a 3672 habitantes o el 6,93 %. El nivel educativo más alto alcanzado corresponde al de secundaria completa con un 22,93 % y el más bajo a educación inicial con un 2,72%.
Las viviendas tienen energía dentro del lote y el combustible más usado para cocinar es el gas con un 79,40 % y el menos usado es el carbón con un 0,04 %.
Con respecto a la tenencia de la propiedad, el mayor porcentaje corresponde a "vivienda propia, totalmente pagada" con un 74,97 % y el menor porcentaje corresponde a "cedida por el centro de trabajo" con un 0,42 %. El mayor porcentaje de energía usada para el alumbrado, es la electricidad con un 88,59 % y el menor usado es el generador eléctrico con un 0,12 %.
En lo referente al abastecimiento de agua, el mayor porcentaje de viviendas está conectada a la red pública de abastecimiento, con un 85,40 % y el menor porcentaje corresponde a abastecimiento por pozo con un 0,16 %. En lo referente al alcantarillado y eliminación de aguas negras y excretas el mayor porcentaje de viviendas está conectado a la red pública, con un 75,47 % y el menor porcentaje corresponde a "río, acequia o canal" con un 0,37 %.
El total de viviendas censadas en Chincha Alta es de 12 257.

## Folclore

### Arte y música afroperuana
Su arte es sencillo, tienen una vestimenta típica que es básicamente la afroperuana. La población negra en el distrito de El Carmen practica danzas y bailes de sus antepasados negros, como el hatajo de negritos, el zapateo, el panalivio o en el contrapunto. 
Son típicos de su música, la música negra, el uso de instrumentos de percusión como el cajón, maracas, tejoles, güiro y la quijada de burro. Esta música es típica de la costa en general.
Su baile costumbrista es muy movido. Se presentan todos los años en la Navidad, es decir, desde el 23 de diciembre hasta el 27 de diciembre; a estas agrupaciones se les conoce con el nombre de "hatajo de negritos". También se presentan durante la fiesta con motivo de celebrar la "Bajada de Reyes" y de venerar a la "Beata Melchorita", el 6 de enero de todos los años.
Identificada por su folclore afroperuano; su Festival Verano Negro en Chincha Alta y el Festival Carnaval Negro en El Carmen, en donde se resaltan las manifestaciones culturales negras, es tradicional. Chincha es un lugar acogedor, con atractivos naturales, su pisco, el vino y sus rítmicos bailes al son del cajón peruano y el zapateo.

## Autoridades

### Municipales
- 2019-2024
  - Alcalde: César Carranza Falla

- 2015-2018
  - Alcalde: Armando Huaman Tasayco

### Religiosas
- Párroco: Santiago Calles Santos hasta 2014

## Símbolos

### Escudo

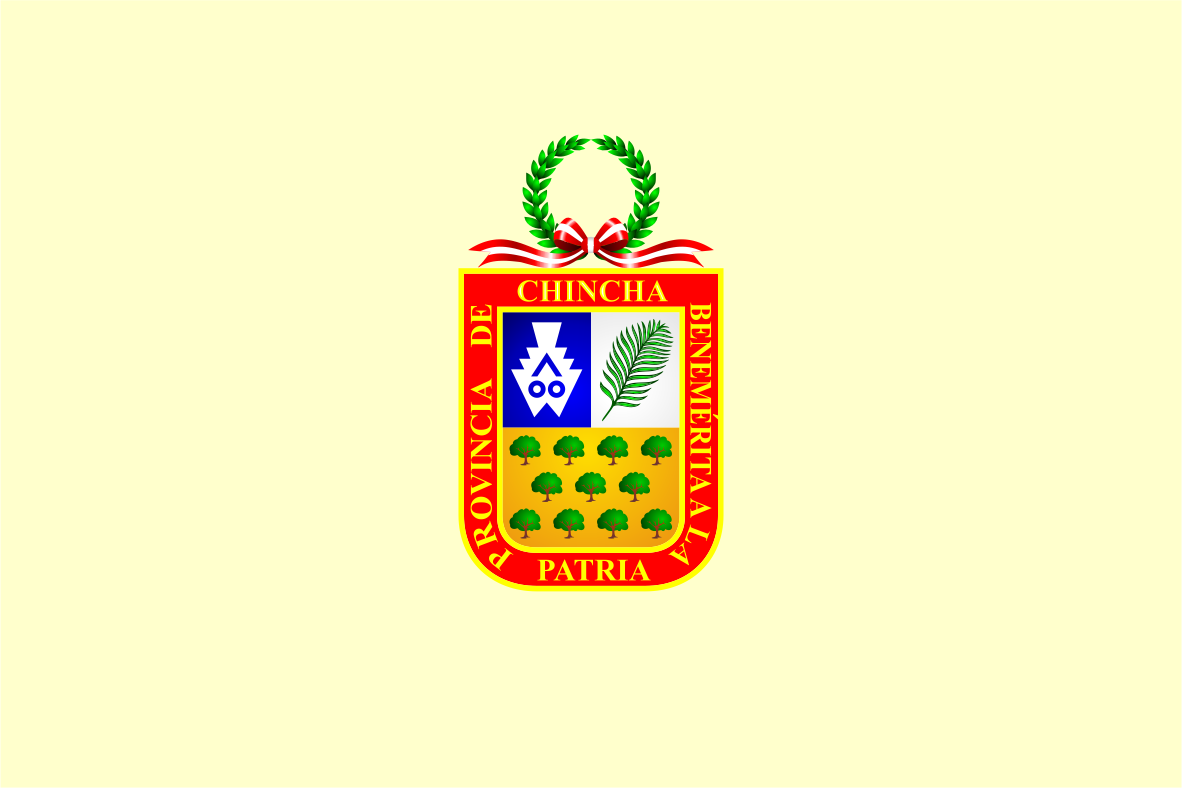
Bandera y escudo de Chincha Alta

Fue creado por Gerardo Sotelo Tasayco y aprobado por Resolución Municipal N.º 1384-89-MPCH el 20 de octubre de 1989. Simboliza tanto la riqueza como la historia de la provincia de Chincha. Está compuesto de tres campos encerrados por una estrecha orla de esmalte de plata que simboliza nobleza. El campo superior derecho es de color blanco plata, el cual representa bondad y contiene una palma heráldica símbolo de devoción y respeto. El campo superior izquierdo es de color azul, señal de majestad y hermosura y contiene la figura de un antiguo pez estilizado chincha, símbolo de riqueza y prosperidad chinchana; y finalmente el campo inferior, de color amarillo oro simbolizando pureza y constancia, contiene 11 arbolitos de olivo representando la riqueza agrícola de todos los 11 distritos de la provincia. Los campos que están enmarcados en color rojo que simboliza valor e intrepidez, donde aparece el título de la provincia. Finalmente, en la parte superior del escudo aparece una corona de laurel atada por una cinta con los colores patrios, la cual representa el heroísmo de los chinchanos y su sacrificio en defensa de la patria.

### Bandera
Es un lienzo de color crema en cuyo centro está inscrito el escudo de Chincha. Fue creado por motivo del primer centenario de la creación política de la provincia de Chincha en 1968, pero recién fue oficializado como símbolo provincial por Resolución Municipal N.º 1885-89 del 20 de octubre de 1989.

### Himno
Fue compuesto en 1984 por la señora Ana María del Solar y por Manolo Ávalos Andrade, creadores de la letra y música respectivamente y aprobado por Resolución Municipal N.º 1440 del 30 de febrero del mismo año. Está compuesto de un coro y tres estrofas en las cuales se alaba y enaltece tanto la belleza de la región chinchana como el valor y heroísmo de su pueblo.